# 霍恩洛厄-朗根堡的赫爾曼
霍恩洛厄-朗根堡的赫爾曼（德語：Hermann zu Hohenlohe-Langenburg，1832年8月31日—1913年3月9日），德國貴族，霍恩洛厄家族成員。

## 家庭
1862年，赫爾曼與巴登的利奧波汀結婚，兩人共有1子2女：
1. 恩斯特（1863年—1950年）
2. 愛麗絲（1864年—1929年）
3. 費奧多拉（1866年—1932年）